# Swiss Super League (2017/2018)
Swiss Super League 2017/2018 (oficjalnie znana jako Raiffeisen Super League ze względów sponsorskich) – 121. edycja najwyższej klasy rozgrywkowej piłki nożnej w Szwajcarii. Brało w niej udział 10 drużyn, które w okresie od 22 lipca 2017 do 19 maja 2018 rozegrały 36 kolejek meczów. 
Obrońcą tytułu był FC Basel. Mistrzostwo po raz dwunasty w historii zdobyła drużyna BSC Young Boys.

## Drużyny
| Uczestnicy poprzedniej edycji                                                                                 | Uczestnicy poprzedniej edycji | Uczestnicy poprzedniej edycji | Uczestnicy poprzedniej edycji |
| --- | ----------------------------- | ----------------------------- | ----------------------------- |
| BAS | FC Basel                      | 1                             |                               |
| YBO | BSC Young Boys                | 2                             |                               |
| LUG | FC Lugano                     | 3                             |                               |
| SIO | FC Sion                       | 4                             |                               |
| LUZ | FC Luzern                     | 5                             |                               |
| THU | FC Thun                       | 6                             |                               |
| GAL | FC Sankt Gallen               | 7                             |                               |
| GRA | Grasshopper Club Zurych       | 8                             |                               |
| LAU | FC Lausanne-Sport             | 9                             |                               |
| Awans z Challenge League 2016/2017                                                                            |                               |                               |                               |
| ZUR | FC Zürich                     | 1                             |                               |
| Oznaczenia: - kolumna pierwsza – skróty nazw drużyn, - kolumna trzecia – miejsce zajęte w poprzednim sezonie. |                               |                               |                               |

## Tabela
| Lp. | Drużyna            | M  | Z  | R  | P  | B+ | B- | +/– | Pkt | Kwalifikacja lub spadek                      |
| --- | ------------------ | -- | -- | -- | -- | -- | -- | --- | --- | -------------------------------------------- |
| 1   | Young Boys (M)     | 36 | 26 | 6  | 4  | 84 | 41 | +43 | 84  | Liga Mistrzów UEFA • Runda play-off          |
| 2   | Basel              | 36 | 20 | 9  | 7  | 72 | 36 | +36 | 69  | Liga Mistrzów UEFA • II runda kwalifikacyjna |
| 3   | Luzern             | 36 | 15 | 9  | 12 | 51 | 51 | 0   | 54  | Liga Europy UEFA • III runda kwalifikacyjna  |
| 4   | Zürich (P)         | 36 | 12 | 13 | 11 | 50 | 44 | +6  | 49  | Liga Europy UEFA • Faza grupowa              |
| 5   | Sankt Gallen       | 36 | 14 | 3  | 19 | 52 | 72 | −20 | 45  | Liga Europy UEFA • II runda kwalifikacyjna   |
| 6   | Sion               | 36 | 11 | 9  | 16 | 53 | 56 | −3  | 42  |                                              |
| 7   | Thun               | 36 | 12 | 6  | 18 | 53 | 68 | −15 | 42  |                                              |
| 8   | Lugano             | 36 | 12 | 6  | 18 | 38 | 55 | −17 | 42  |                                              |
| 9   | Grasshopper        | 36 | 10 | 9  | 17 | 43 | 52 | −9  | 39  |                                              |
| 10  | Lausanne-Sport (S) | 36 | 9  | 8  | 19 | 46 | 67 | −21 | 35  | Spadek do Swiss Challenge League             |

## Wyniki
| Gospodarz \ Gość | BAS | GRA | LAU | LUG | LUZ | GAL | SIO | THU | YBO | ZÜR | BAS | GRA | LAU | LUG | LUZ | GAL | SIO | THU | YBO | ZÜR |
| ---------------- | --- | --- | --- | --- | --- | --- | --- | --- | --- | --- | --- | --- | --- | --- | --- | --- | --- | --- | --- | --- |
| Basel            |     | 3–2 | 1–2 | 1–1 | 3–1 | 3–0 | 5–1 | 2–1 | 1–1 | 1–0 |     | 1–0 | 2–1 | 0–1 | 2–2 | 0–2 | 1–0 | 6–1 | 5–1 | 3–0 |
| Grasshopper      | 0–0 |     | 2–0 | 0–1 | 1–1 | 2–0 | 3–2 | 2–0 | 0–4 | 0–2 | 0–2 |     | 0–0 | 4–3 | 1–2 | 1–2 | 0–2 | 0–2 | 1–2 | 1–0 |
| Lausanne-Sport   | 1–4 | 1–1 |     | 2–3 | 3–1 | 3–3 | 0–1 | 1–3 | 2–1 | 1–1 | 1–1 | 0–1 |     | 2–1 | 0–1 | 1–4 | 0–2 | 0–3 | 1–4 | 5–1 |
| Lugano           | 0–4 | 0–3 | 1–2 |     | 1–0 | 0–1 | 1–2 | 4–1 | 1–2 | 0–0 | 0–1 | 1–0 | 2–0 |     | 1–2 | 2–1 | 1–0 | 1–1 | 2–4 | 1–1 |
| Luzern           | 1–4 | 2–2 | 2–3 | 1–0 |     | 3–0 | 2–1 | 2–2 | 0–1 | 1–1 | 1–0 | 1–1 | 2–1 | 2–0 |     | 3–1 | 0–1 | 2–1 | 2–4 | 2–1 |
| Sankt Gallen     | 2–1 | 3–1 | 0–4 | 0–2 | 0–2 |     | 2–0 | 3–0 | 2–2 | 1–3 | 2–4 | 2–1 | 0–3 | 3–0 | 2–3 |     | 3–2 | 0–1 | 2–4 | 1–2 |
| Sion             | 1–1 | 3–0 | 1–1 | 2–2 | 1–1 | 1–2 |     | 2–3 | 0–1 | 1–1 | 2–2 | 1–3 | 3–1 | 0–1 | 1–1 | 3–2 |     | 7–2 | 0–1 | 1–1 |
| Thun             | 0–3 | 2–2 | 5–2 | 1–1 | 2–0 | 1–2 | 0–1 |     | 3–1 | 1–3 | 0–2 | 2–1 | 0–0 | 0–2 | 1–0 | 1–2 | 1–4 |     | 2–2 | 0–1 |
| Young Boys       | 2–0 | 1–1 | 3–0 | 3–0 | 4–1 | 6–1 | 5–1 | 0–4 |     | 2–1 | 2–2 | 3–1 | 4–1 | 3–1 | 2–1 | 2–0 | 1–0 | 3–1 |     | 1–0 |
| Zürich           | 0–0 | 0–4 | 2–0 | 3–0 | 1–2 | 1–1 | 2–0 | 2–1 | 0–0 |     | 4–1 | 1–1 | 1–1 | 3–0 | 1–1 | 4–0 | 3–3 | 2–4 | 1–2 |     |

1. ↑  Przerwany przy wyniku 0-2 w 73' z powodu rzucania materiałów pirotechnicznych z sektora Vaud i wtargnięcia kibiców na boisko. Komisja dyscyplinarna przyznała walkower dla Thun[2].
2. ↑  Przerwany przy wyniku 1-0 w 45' z powodu złej pogody, został powtórzony 16 sierpnia.

## Najlepsi strzelcy
17 bramek
- Albian Ajeti (Basel (14) / St. Gallen (3))

15 bramek
- Guillaume Hoarau (Young Boys)

13 bramek
- Jean-Pierre Nsame (Young Boys)
- Marvin Spielmann(inne języki) (Thun)

12 bramek
- Michael Frey (Zürich)
- Roger Assalé (Young Boys)

Źródło: sfl.ch, transfermarkt

## Stadiony
| Basel          |
| St. Jakob-Park |
| 38 512         |
|                |

| Zürich Grasshopper |
| Letzigrund Stadion |
| 23 605             |
|                    |

| Lausanne-Sport                 |
| Stade Olympique de la Pontaise |
| 15 850                         |
|                                |

| Lugano           |
| Stadio Cornaredo |
| 6 390            |
|                  |

| Luzern        |
| Swissporarena |
| 17 500        |
|               |

| Sankt Gallen |
| Kybunpark    |
| 19 694       |
|              |

| Sion             |
| Stade Tourbillon |
| 16 500           |
|                  |

| Thun       |
| Arena Thun |
| 10 000     |
|            |

| Young Boys               |
| Stade de Suisse Wankdorf |
| 31 783                   |
|                          |